# Marpod
Marpod (en hongrois : Márpod, en allemand : Marpod) est une commune du județ de Sibiu en Roumanie.